# کاسینه دی بوتی
کاسینه دی بوتی (به ایتالیایی: Cascine di Buti) یک منطقهٔ مسکونی در ایتالیا است که در بوتی (کومونه) واقع شده‌است. کاسینه دی بوتی ۳٬۳۰۴ نفر جمعیت دارد و ۲۱ متر بالاتر از سطح دریا واقع شده‌است.